# Общество освещения газом Санкт-Петербурга
Общество освещения газом Санкт-Петербурга — первая газовая компания дореволюционной России, в середине XIX века более двадцати лет фактически владевшая монопольным правом на производство и продажу газа в Санкт-Петербурге.

## История

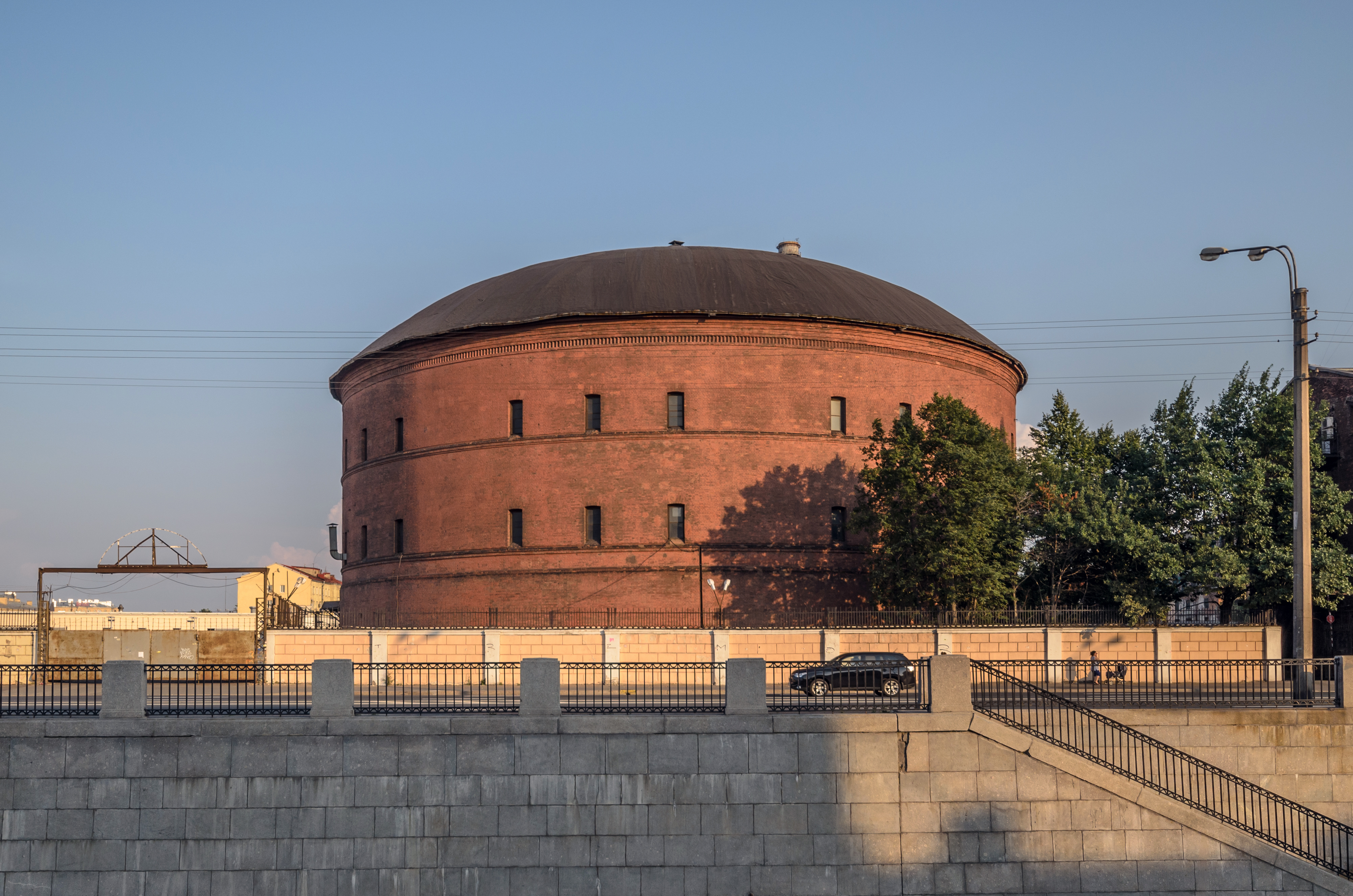
Газгольдер газового завода Санкт-Петербургского общества газового освещения

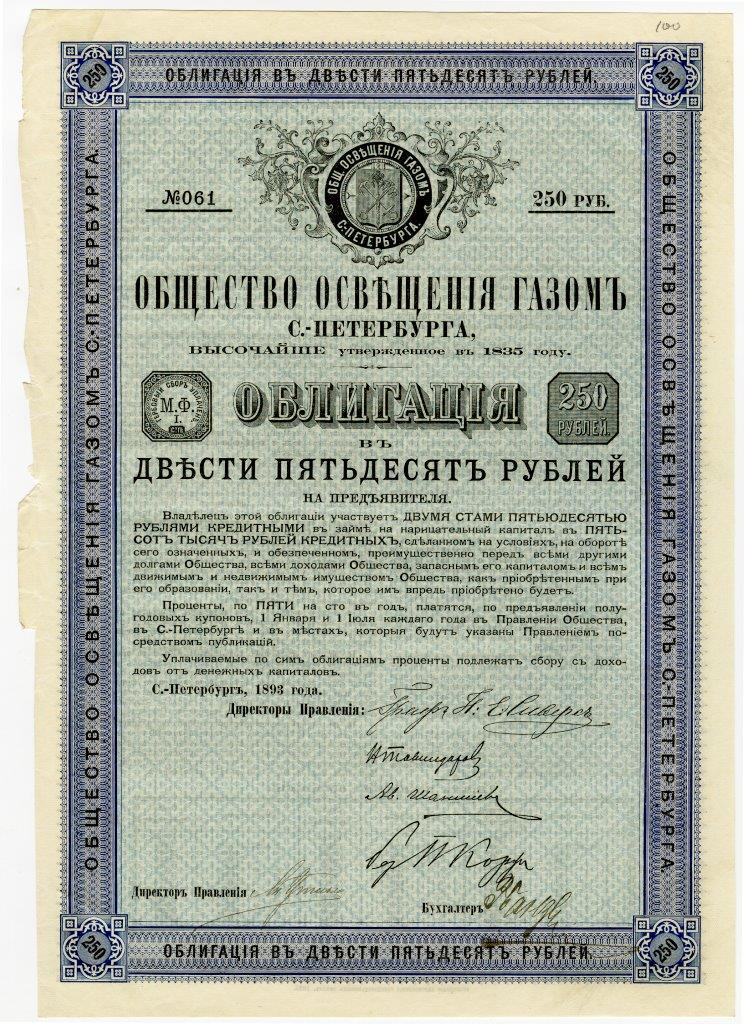
Облигация в 250 руб. на предъявителя Общества освещения газом Санкт-Петербурга. Санкт-Петербург, 1893 г.

«Общество освещения газом Санкт-Петербурга» — одна из старейших российских газовых компаний, была основана в столице империи в 1835 году. Приблизительно в то же время начались работы по организации в городе централизованного газового освещения с созданием необходимой инфраструктуры. Светильный газ производился из доставляемого морем английского угля — завоз сырья из Кардиффа обходился дешевле, чем из любого российского региона. Всё необходимое технологическое оборудование и чугунные трубы для газораспределительных сетей также поставлялись из-за границы. Фонарные столбы отливали на заводе «Арсенал», на Императорском фарфоровом заводе было организовано производство плафонов для газовых светильников.
Возведение Обществом газового завода в районе Обводного канала позволило осветить Дворцовую площадь, Невский проспект и ряд прилегающих к ним улиц с помощью газовых фонарей.
Сам завод, заработавший 30 августа 1839 года, представлял собой длинное прямоугольное здание, возведённое по проекту архитектора А. М. Болотова, в котором разместились шесть газгольдеров диаметром 12,3 м каждый. В 1850 году к торцу главного здания было пристроено ещё одно кирпичное круглое сооружение с внутренним диаметром 17,4 м, предназначенное для седьмого газгольдера (проект архитектора А. В. Голле). И наконец, в 1881 году по проекту известного русского зодчего И. П. Мааса возводится газгольдер на Заозерной улице — единственный газгольдер Общества освещения газом Санкт-Петербурга, сохранившийся до наших дней. По соседству располагалось ещё одно подобное сооружение, просуществовавшее до 1950-х гг. Гигантское сооружение диаметром более 34-х и высотой более 21 м в советское и постсоветское время использовалось в качестве склада, подвергаясь при этом многочисленным перестройкам. В 2001 году газгольдер Общества освещения газом Санкт-Петербурга был включён Комитетом по государственному контролю, использованию и охране памятников (КГИОП) в «Перечень вновь выявленных объектов, представляющих историческую, научную, художественную или иную культурную ценность».
Монопольное существование Общества освещения газом в городе на Неве было прервано в 1858 году c появлением «Общества столичного освещения».
На протяжении всего своего существования Общество освещения газом Санкт-Петербурга сталкивалось с финансовыми трудностями, число абонентов росло медленно, высокая себестоимость перегонки газа в сочетании с плохо контролируемым его потреблением приводили к серьёзным убыткам, и только поддержка высокопоставленных и влиятельных лиц из тогдашнего государственного истеблишмента спасала компанию от банкротства. В конце XIX века газовое освещение распространилось шире — но постепенно стало вытесняться электрическим.